# Microchaetina mexicana
Microchaetina mexicana är en tvåvingeart som först beskrevs av Townsend 1892.  Microchaetina mexicana ingår i släktet Microchaetina och familjen parasitflugor. Inga underarter finns listade i Catalogue of Life.